# Billy Hague
William »Billy« Robert Hague, profesionalni hokejist, * 9. april 1885, London, Anglija, † 9. september 1969.
Hague je igral na položaju vratarja, leta 1905 je z moštvom Ottawa Hockey Club osvojil Stanleyjev pokal. V svoji karieri je igral še na treh izzivih za Stanleyjev pokal. 

## Kariera
Hague je prvič igral hokej v članski kategoriji za moštvo Ottawa Emmetts v ligi Ottawa City Hockey League. Moštvu Ottawa Hockey Club se je pridružil v času njihove nepremagljivosti, leta 1905. Tega leta je z njimi tudi osvojil Stanleyjev pokal. Leta 1906 ga je zamenjal Percy LeSueur in za sezono 1906/07 je odšel v Ottawa Victorias. Zanje je igral na izzivu za Stanleyjev pokal leta 1908, ki so ga proti moštvu Montreal Wanderers izgubili. Kasneje je igral za Galt Professionals iz lige OPHL. Z Galtom je igral na izzivu za Stanleyjev pokal leta 1911, a je tudi tega izgubil - proti Ottawi s 7-4. Nato se je pridružil moštvu Moncton Victorias skupaj s še nekaterimi ostalimi hokejisti Galta, osvojil ligo MPHL in igral še na enem izzivu za Stanleyjev pokal leta 1912 proti moštvu Quebec Bulldogs, a tudi tega izgubil. Kasneje je igral še za moštvi Halifax Socials v ligi MPHL in Montreal Wanderers v ligi NHA. Po sezoni 1916/17 se je upokojil. 